# حسینیه دیوا
حسینیه دیوا مربوط به دوره قاجار است و در شهرستان بابل، بخش بندپی غربی، روستای دیوا واقع شده و این اثر در تاریخ ۲۵ اسفند ۱۳۸۰ با شمارهٔ ثبت ۵۴۰۲ به‌عنوان یکی از آثار ملی ایران به ثبت رسیده است.